# 4ビット
4ビット（英: 4-bit）は、連続した4個（桁）のビット（1/2オクテット）であり、バイナリで最大16までの数を表現できる。
- 「4ビットアーキテクチャ」とは、整数型、メモリアドレス、その他のデータサイズなどが、最大4ビット幅のアーキテクチャである。
- 「4ビットCPU」（プロセッサ、演算装置）とは、4ビットサイズのレジスタ、アドレスバス、データバスを持つCPU（プロセッサ、演算装置）である。
- 「4ビットカラー」とは、最大で16色数を同時に表示できる。

## 4ビットアーキテクチャ
世界初のマイクロプロセッサとされる（うちのひとつである）4004は4ビットアーキテクチャであるが、これは（当時の集積度の限界ということもあるが）当初の目的が電卓であり、電卓は二進法ではなく十進法であるから、下手にビット数を増やすよりも、プログラムで、十進ひと桁ごとBCDで扱うのに都合が良いアーキテクチャであったと言える。
現在においても、さほど複雑でない多機能針式時計の制御用などをはじめ超省電力機器や、単純な機能しか持たないリモコン、マウス、キーボードなどの制御用として4ビットアーキテクチャは現役である。
渡波郁の技術系著書「CPUの創りかた」では、標準ロジックICによる電子回路で独自の4ビットアーキテクチャCPUの製作例を紹介している。また、Verilog-HDLでの記述によってCPLD/FPGAで実装した例もある。